# Chotčiny
Chotčiny (německy Chotschin) jsou malá vesnice, část obce Dolní Hořice v okrese Tábor v Jihočeském kraji. Leží asi patnáct kilometrů od Tábora v přírodním parku Polánka.

## Historie
První písemná zmínka o vesnici pochází z roku 1399.

## Obyvatelstvo
| Rok            | 1869 | 1880 | 1890 | 1900 | 1910 | 1921 | 1930 | 1950 | 1961 | 1970 | 1980 | 1991 | 2001 | 2011 | 2021 |
| -------------- | ---- | ---- | ---- | ---- | ---- | ---- | ---- | ---- | ---- | ---- | ---- | ---- | ---- | ---- | ---- |
| Počet obyvatel | 297  | 298  | 282  | 247  | 234  | 220  | 195  | 143  | 131  | 124  | 94   | 79   | 77   | 86   | 82   |
| Počet domů     | 23   | 24   | 25   | 26   | 28   | 31   | 34   | 35   | 65   | 31   | 27   | 35   | 37   | 40   | 38   |

## Obecní správa
Při sčítání lidu v letech 1850–1889 Chotčiny byly osadou obce Dolní Hořice v okrese Tábor. V letech 1890–1971 byly samostatnou obcí v okrese Tábor. Od 26. listopadu 1971 jsou opět částí obce Dolní Hořice v okrese Tábor, kdy se konaly obecní volby. V letech 1890–1929 a v letech 1961–1971 k obci patřily Mašovice.

## Galerie

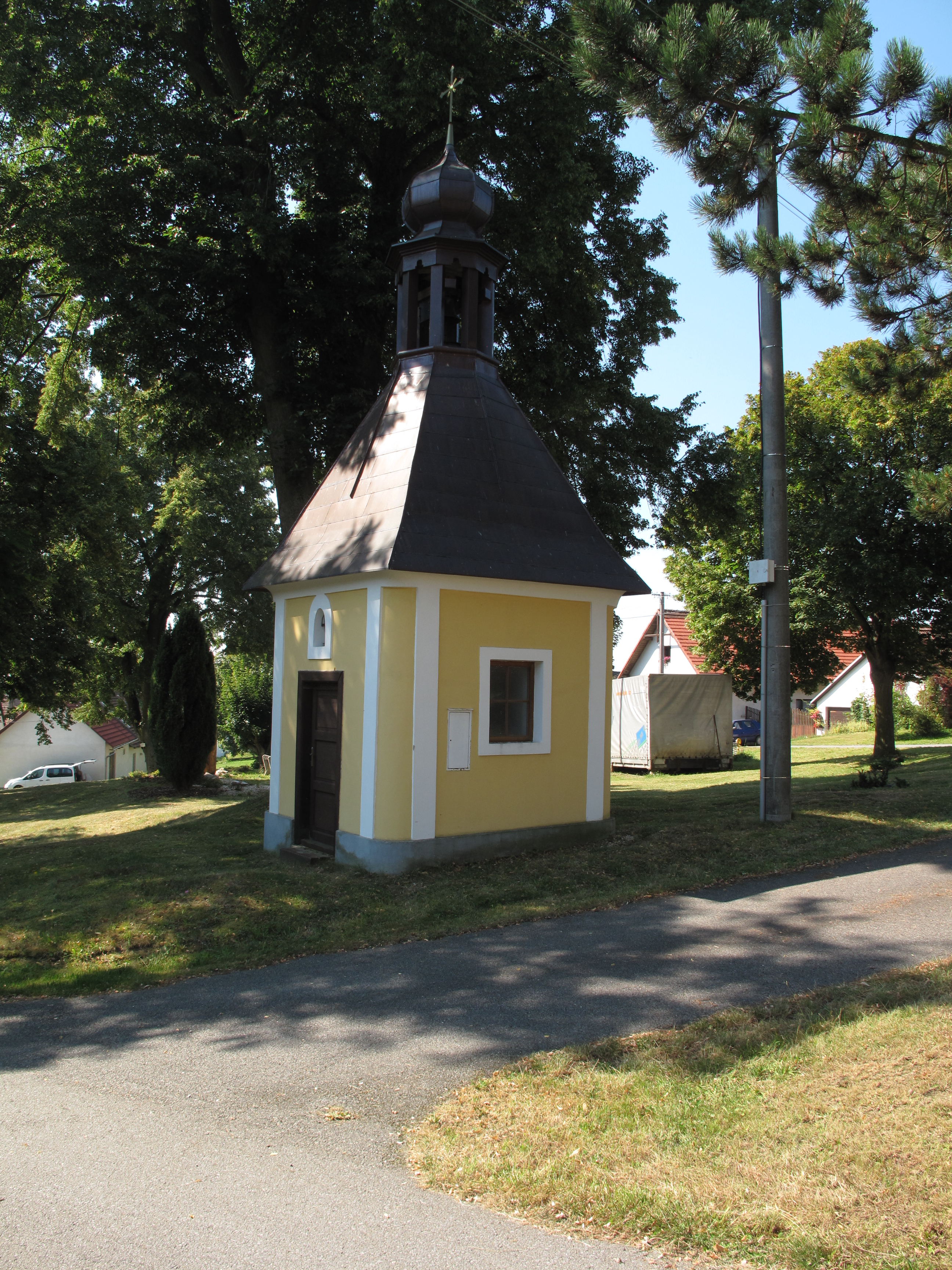
Kaplička
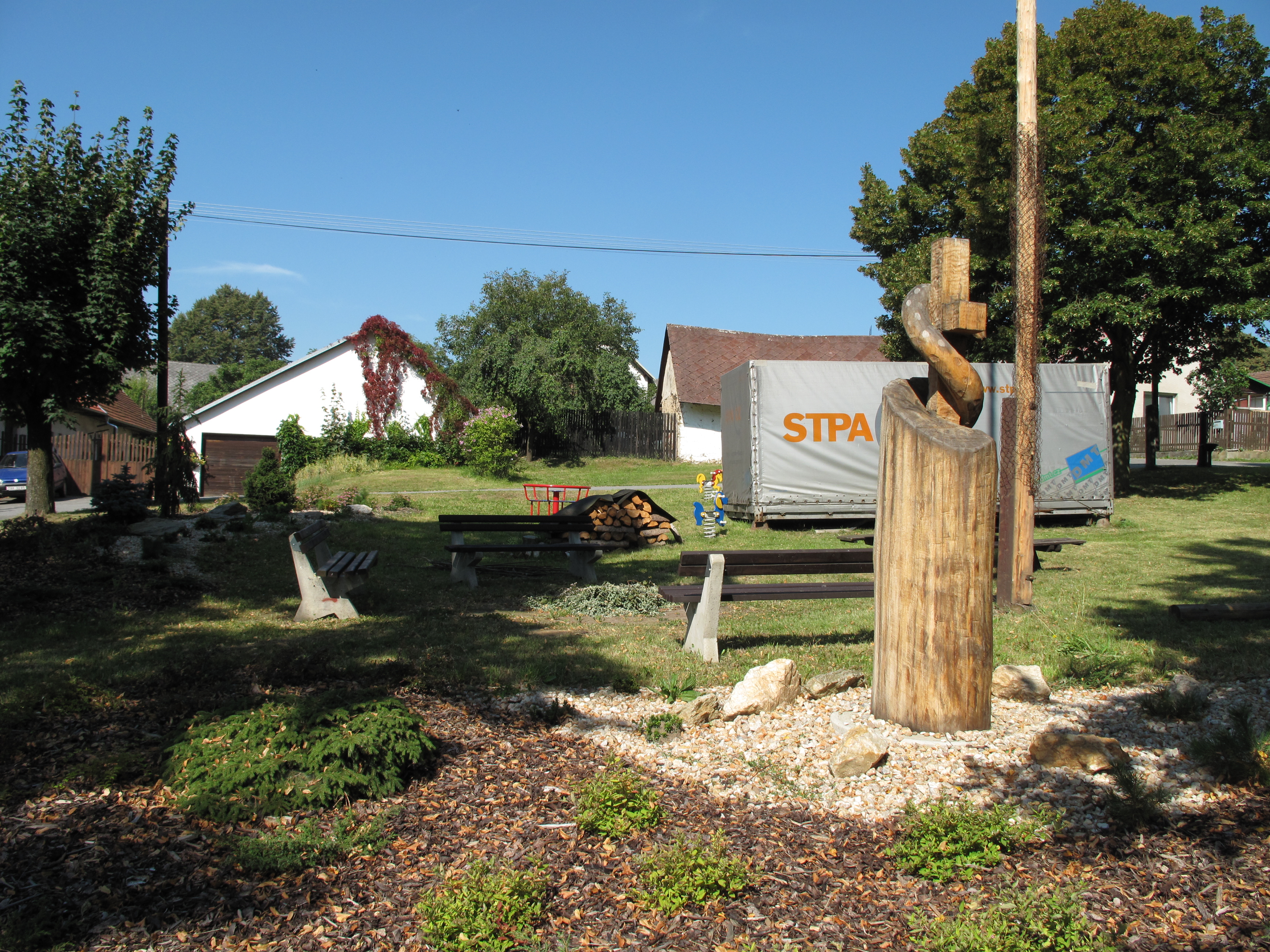
Náves
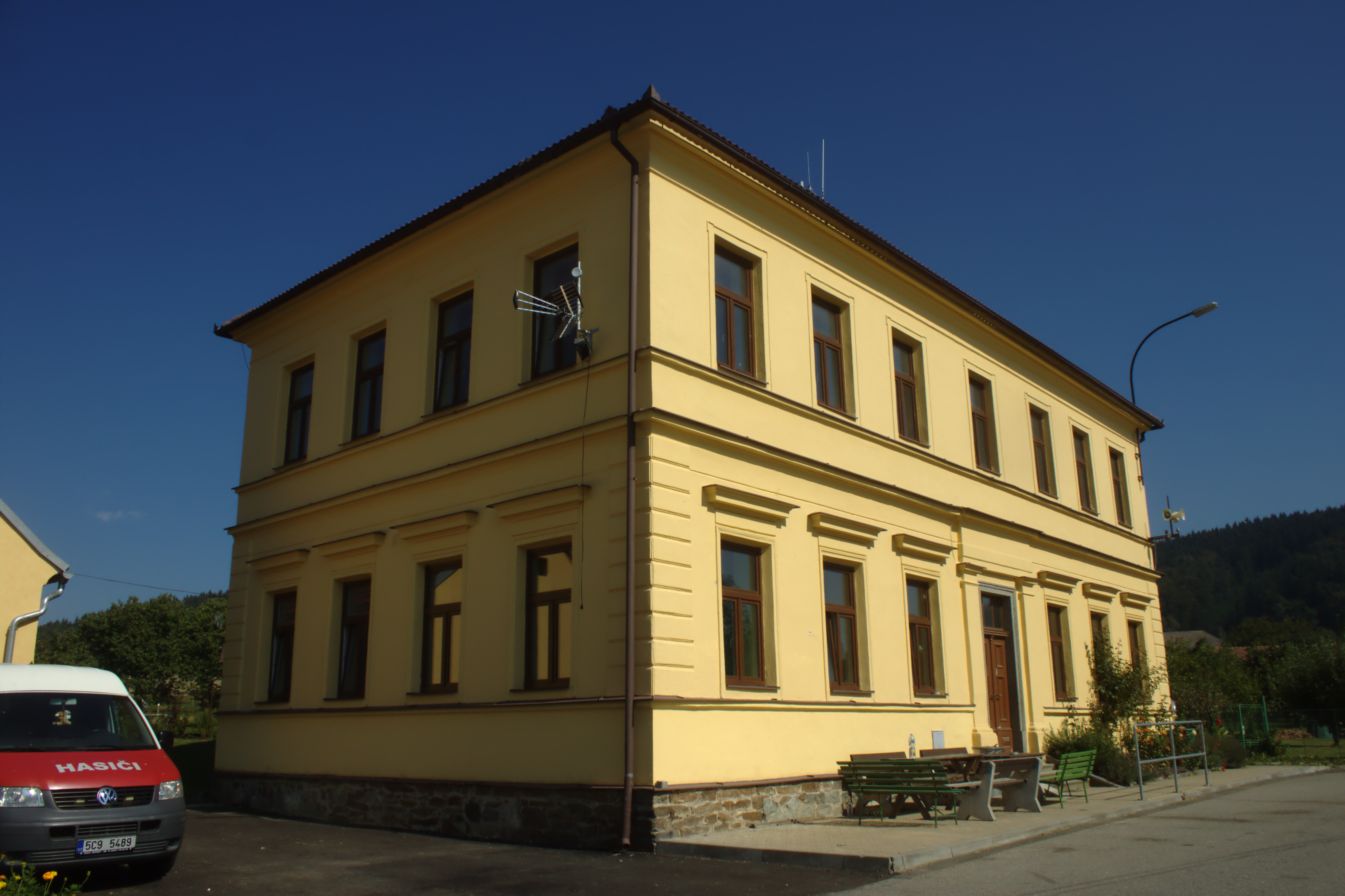
Bývalá škola
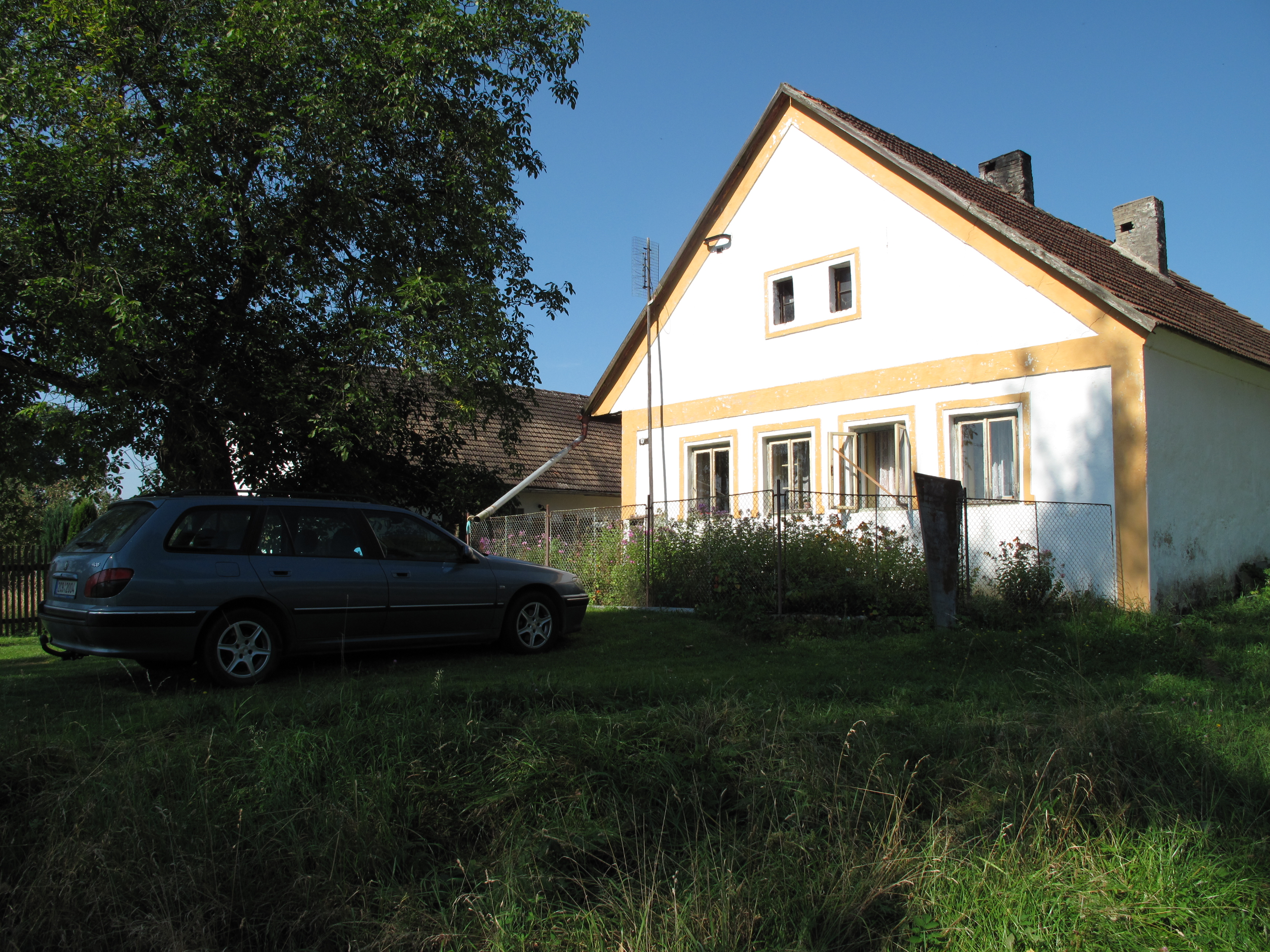
Stavení
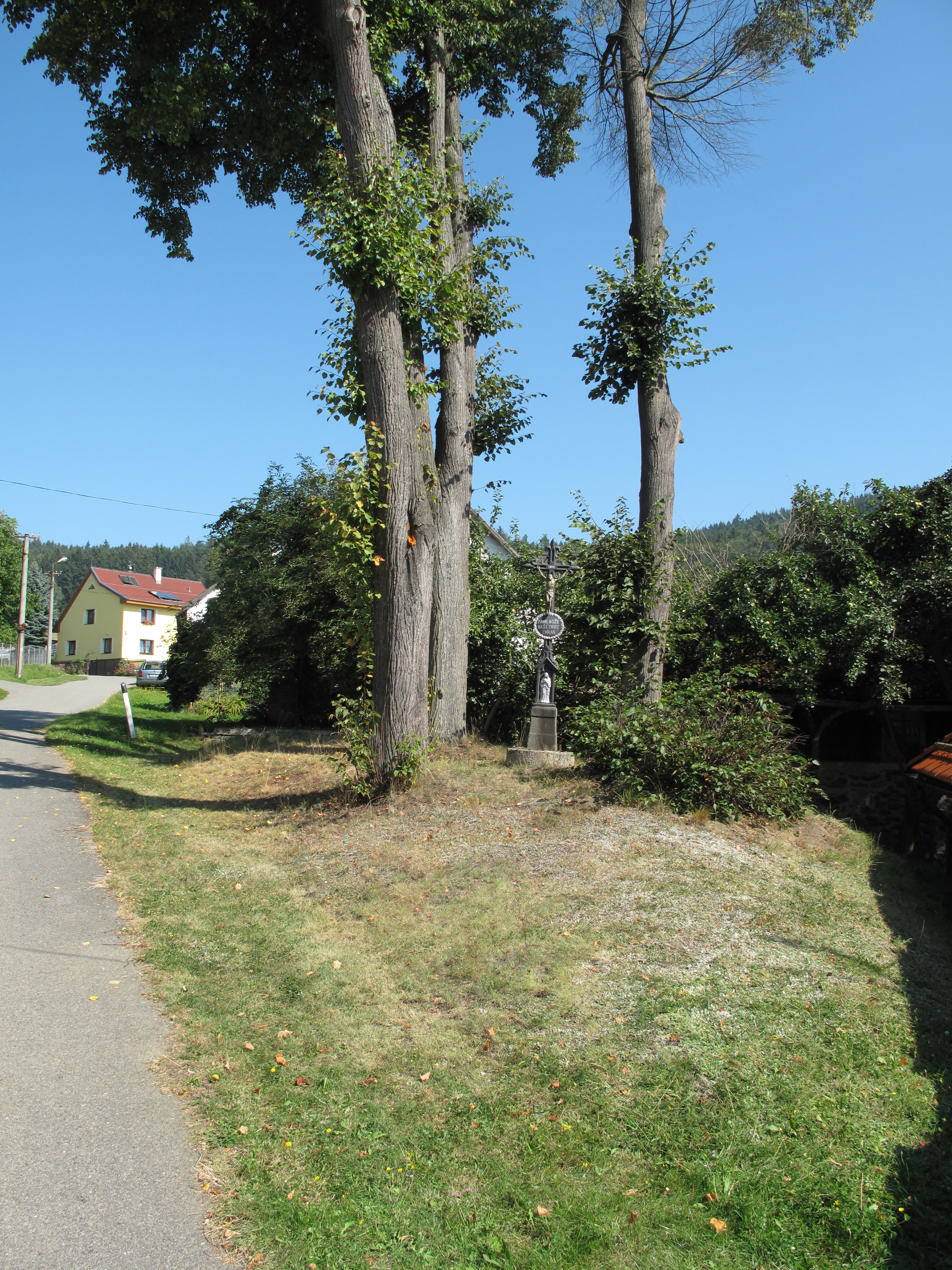
Boží muka